# Всекитайський з'їзд Комуністичної партії Китаю
Всекитайський з'їзд Комуністичної партії Китаю (кит.: 中國共產黨全國代表大會) — вищий керівний орган Комуністичної партії Китаю (КПК). З'їзд обирає Центральний комітет, який керує партією у проміжках між з'їздами та підзвітний з'їзду.
З'їзд має такі повноваження:
- заслуховує та розглядає звіт Центрального комітету;
- заслуховує та розглядає звіти Центральної комісії з перевірки дисципліни;
- обговорює та приймає рішення з найважливіших питань партії;
- переглядає Статут партії;
- обирає Центральний комітет;
- обирає Центральну комісію з перевірки дисципліни.[2]

Згідно з сучасною редакцією Статуту КПК з'їзд скликається не рідше одного разу на 5 років. З'їзд може бути скликаний достроково на вимогу Центрального комітету або щонайменше, ніж 1/3 партійних організацій провінційного рівня. З часу створення партії всього пройшло 20 з'їздів — перший у 1921 році, останній у 2022 році.